# Михновичи (Гомельская область)
Михновичи (бел. Міхнавічы) — деревня в Якимовичском сельсовете Калинковичского района Гомельской области Беларуси.

## География

### Расположение
В 21 км на запад от Калинкович, 143 км от Гомеля. Железнодорожная станция Кацуры (на линии Гомель — Лунинец).

## Транспортная сеть
Транспортные связи по просёлочной, затем автомобильной дороге Гомель — Лунинец. . Планировка состоит из 3 прямолинейных, параллельных между собой улиц меридиональной ориентации, пересекаемых 3 широтными улицами. К южной широтной улице с востока присоединяется дугообразная улица с переулком. Застройка двусторонняя деревянная усадебного типа.

## История
По письменным источникам известна с XVI века как деревня в Минском воеводстве Великого княжества Литовского, шляхетская собственность. По сведениям 1567 года поместье Михновичи должно было выделять своих ополченцев для формирования вооруженных отрядов ВКЛ. Под 1568 год обозначена в материалах метрики короля Сигизмунда II Августа как селение в Мозырской волости.
После 2-го раздела Речи Посполитой (1793 год) в составе Российской империи. С начала XIX векадействовала церковь (до 1818 года была приходской). В 1834 году владение помещика Петровского. В 1876 году помещица Падгаецкая владела здесь 3550 десятинами земли и трактиром. Со сдачей в эксплуатацию в феврале 1886 года железной дороги Лунинец — Гомель начал действовать железнодорожный разъезд. Согласно переписи 1897 года действовали церковь, хлебозапасный магазин, трактир, железнодорожная остановка. В 1902 году построено здание и начала работать школа. Кроме земледелия жители деревни занимались разными промыслами, в том числе изготовлением корзин, кошелей и сетей для рыбной ловли. В 1908 году в Слобода-Скрыгаловской волости Мозырского уезда Минской губернии.
2 апреля 1929 года организован колхоз. С 1939 года центр Клинского, с 1 октября 1973 года Михновичского сельсовета Мозырского, с 3 июля 1939 года Калинковичского района Полесской, с 8 января 1934 года Гомельской областей. В 1930 году организован колхоз, работали паровая мельница (с 1926 года), круподёрка, кузница, стальмашня, начальная школа преобразована в 7-летнюю (в 1935 году 227 учеников). Во время Великой Отечественной войны оккупанты убили 60 жителей. В боях около деревни погибли 398 советских солдат (похоронены в братской могиле). 98 жителей погибли на фронте. Согласно переписи 1959 года в составе колхоза «Ленинская искра» (центр — деревня Якимовичи), размещались мельница, швейная мастерская, средняя школа, клуб, библиотека, фельдшерско-акушерский пункт, детский сад, отделение связи, 2 магазина.
До 31 октября 2006 года центр Михновичского сельсовета.

## Население

### Численность
- 2004 год — 164 хозяйства, 373 жителя.

### Динамика
- 1795 год — 39 дворов.
- 1834 год — 247 жителей.
- 1850 год — 289 жителей.
- 1866 год — 90 дворов.
- 1897 год — 100 дворов, 662 жителя (согласно переписи).
- 1908 год — 122 двора, 851 житель.
- 1959 год — 780 жителей (согласно переписи).
- 2004 год — 164 хозяйства, 373 жителя.

## Известные уроженцы
- А. Е. Клещёв — Герой Советского Союза, генерал-майор, партийный и государственный деятель.